# Монголски коњ
Монголски коњ је раса коња пореклом из Монголије. Верује се да се коњ и његова физиономија нису променили од времена Џингис Кана. Животињу као домаћу животињу и даље држе монголски номади и има око 3 милиона грла, што премашује број људи у земљи. Иако својом величином подсећа на понија, према другим особинама животиња се сматра коњем.
У Монголији животиње живе напољу и саме се хране. Традиционални монголски кумис се прави од млека, док се неке животиње кољу ради меса. Поред ове две основне функције, служе за јахање и превоз.